# Euphorbia platycephala
Euphorbia platycephala är en törelväxtart som beskrevs av Ferdinand Albin Pax. Euphorbia platycephala ingår i släktet törlar, och familjen törelväxter. Inga underarter finns listade i Catalogue of Life.

## Bildgalleri

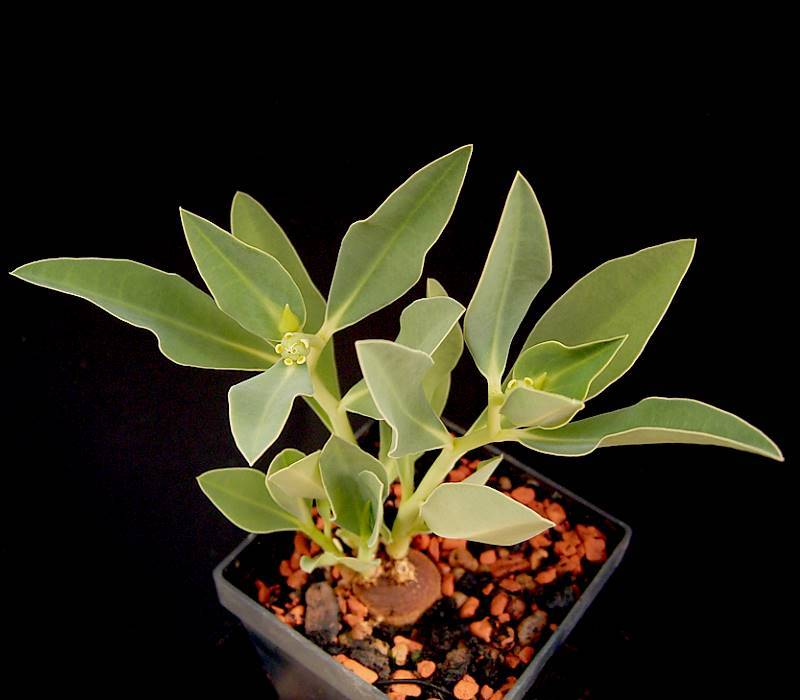
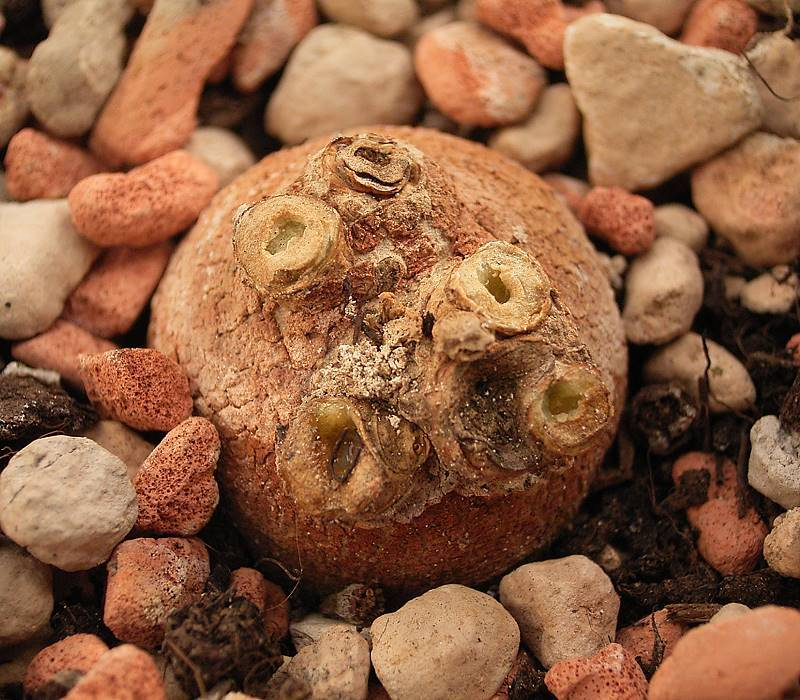
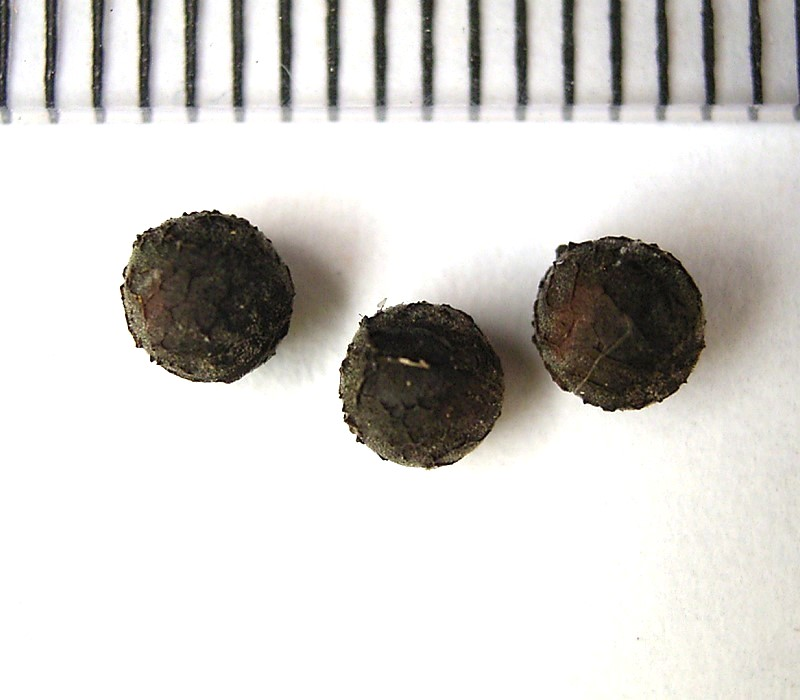
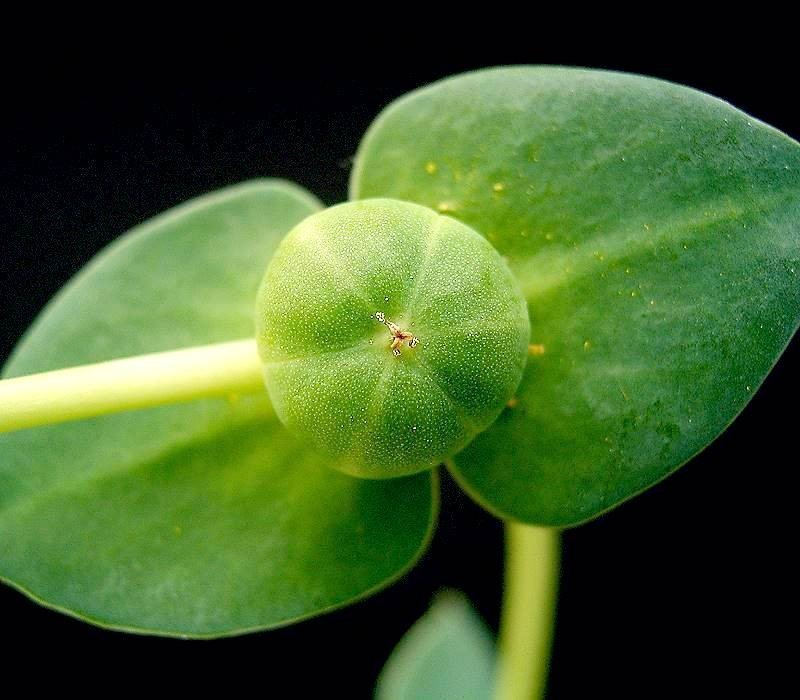